# 港鐵市區綫韓製列車
港鐵市區綫韓製列車（英語：Urban Lines K-Train），乃港鐵公司所擁有的直流電傳動通勤型列車。該款列車可通行於港鐵市區四綫，於2002年4月26日投入服務時行走觀塘綫，並於2010年轉為行走將軍澳綫。此乃香港鐵路史上第一款由韓國廠商製造的通勤型列車。

## 簡述
這款電動列車由南韓Rotem生產（原名Korea Rolling Stock Corporation，縮寫：KOROS，2002年改稱Rotem（全名為Railroading Technology System），2007年因現代汽車集團收購而改稱現代Rotem（又稱現代樂鐵），是南韓現代汽車集團成員之一），採用交流牽引電動機及嵌入式車門設計。另外，該類列車的拖卡位於頭尾兩端，並非夾於電動車組的中間。隔音效果比市區綫現代化列車和機場鐵路列車良好，性能也較佳。

## 歷史
1998年，南韓Rotem（當時稱為KOROS）-三菱財團投得將軍澳綫列車訂單（合約編號：TKE-C651，Tseung Kwan O Extension-Contract 651），並於2001年開始生產將軍澳綫列車，總數共13列8卡列車，（即104個車卡）。列車原本計劃於將軍澳綫行走，但後來發現新列車不能即時適應兩套新舊列車系統，為確保將軍澳綫能如期通車，地鐵最終安排13列此款列車行走觀塘綫，同時重組大部分現代化列車的車卡排列，把大部分於1988年至1989年期間從英國都城嘉慕（G-stock）和於1994年至1998年期間購入的GEC Alsthom所製造的車卡（H-stock），調動至將軍澳綫行走（拖卡除外）。將軍澳綫擁有多個急彎，如採用現代化列車行走將有極高噪音，故特別訂製隔音明顯較佳的韓製列車，當時並無預計發生信號兼容問題。
而有關列車在2003年至2004年初期間亦曾獲安排行走荃灣綫及港島綫，不過因維修問題而主力行走觀塘綫；直至2010年4月8日才正式在將軍澳綫投入服務。此款列車於2012年10月，亦曾再次前往荃灣綫及港島綫試車。
港鐵為了解決將軍澳綫的噪音問題及配合康城站的啟用，原定於2009年起，將13列觀塘綫韓製列車調往將軍澳綫繼續服務，可是列車仍然未能完全適應兩套新舊列車信號系統，因此為確保於7月20日實施新的列車排序及康城站能如期於7月26日通車，港鐵決定維持韓製列車行走觀塘綫。列車訊號系統經過改良後，由2009年8月的星期日均會有兩列韓製列車行走將軍澳綫。2010年4月8日，因應將軍澳車廠外判商澳洲的United Goninan撤出，分別將基地搬至九龍灣車廠和輕鐵車廠，前者負責1988年至1989年期間從英國都城嘉慕（G-stock）和於1994年至1998年期間購入的GEC Alsthom所製造的車卡（H-stock）的日常維修保養，而後者配合輕鐵Comeng型列車進行翻新工程，因此2010年4月8日當天起（實際上2010年4月2日當日市區線韓製列車係最後一日喺觀塘線載客），2010年4月3日起，將軍澳車廠的市區綫現代化列車與九龍灣車廠的韓製列車對調，13列韓製列車正式調回將軍澳綫行駛（但本批列車因車身出現生銹跡，故列車調回將軍澳綫後不久便需返回九龍灣車廠進行車身洗酸工程），而觀塘綫全綫回復以市區綫現代化列車行駛，直至市區綫中國製列車於2011年12月7日投入服務為止。
儘管所有韓製列車已調回將軍澳綫行走，但將軍澳車廠並未提供全面的維修服務，以停泊為主要功能，故列車的部份維修工作需返回觀塘綫的九龍灣車廠進行，而維修或定期檢查工作，多數安排在星期六及日進行。
2013年12月16日，將軍澳綫發生嚴重供電事故，導致將軍澳綫停駛五小時，其中一列列車（A311/A312，當天在將軍澳綫以025車序行駛）被困於過海路段，但因不在受影響的供電區内，重開過海路段並駛至北角站調頭後，直接經藍田站後備行車隧道進入藍田站，並改以油麻地為終點站作臨時服務，令該款列車相隔近3年後再次在觀塘綫服務，亦是首次以上下行方向倒轉在觀塘綫行走（即上行頭卡A312向油麻地方向；正常情況應該是下行頭卡即A311向油麻地方向）。
2014年3月12日，一列韓製列車（A319/A320）於中午時分在荃灣綫上試車，為該款列車在將軍澳綫供電事故後首次於觀塘綫及將軍澳綫以外路綫行走；2015年6月韓製列車亦曾到港島綫西延試車。
2018年4月起，所有列車車門編號貼紙已全數更換為接近九鐵的款式。
2018年8月，港鐵為A321/322試驗性安裝車載軌道檢測系統、車輪環和減噪音液體瓶；隨後將陸續在其餘編組加裝。

## 特點
這款列車基本設計參考了西班牙製列車（Adtranz-CAF）而作出改良，例如鋁合金車身改成不銹鋼車身，將無動力車卡設於首節和尾節車輛；而同期九鐵引進的近畿川崎列車，亦是首次採用類似配置。
因不銹鋼較地鐵列車傳統使用的鋁材為重，列車內牆、車門及機櫃皆改用一般用於飛機上的蜂窩板製造，不僅較傳統物料輕巧，更具防火及隔音之作用，高鐵列車（包括新幹線）皆已採用。列車設計着重減低噪音，除蜂窩板外，是款列車更特別採用懸浮式地板，安裝在橡膠軟墊上，有助吸收列車與路軌摩擦產生之聲浪。其靜音器和變速箱通過電腦模擬測試，以便取得最寧靜的效果。

### 車門設計
這款列車與機場鐵路列車相似，採用了由奧地利iFE Doors（Knorr-Bremse子公司）生產的嵌入式車門，不過嵌入時是用氣壓直向和緊密地把車門吸回關門的位置（內地稱之為直角塞拉門），與車身間之門隙比滑動式車門和機場鐵路列車細小。隔音效果比市區綫現代化列車和機場鐵路列車良好。特別限制了滑動式車門因車門與地台間空隙傳入的噪音。不過，正因這關門方式與機場鐵路Adtranz-CAF列車一樣但不像機場鐵路列車留有一半隻手部空間的縫隙，而是強力地壓回車身，如果手部放在車身與車門重疊位置便會被車門夾到；故在2002年投入服務初期曾夾到多名乘客。此外車門與機場鐵路列車，市區綫中國製列車及近畿川崎列車一樣，設有獨立重開功能，如夾物會自動且獨立重開車門。此功能可使用五次，如嘗試五次後無法關上，車長須重開全部車門，然後重新關上，另外，當乘客被夾時可用手輕輕推開車門。

### 車外設計
列車的工業設計和東涌綫韓製列車、市區綫現代化列車和機場鐵路Adtranz-CAF列車 一樣由英國Design Triangle負責。

### 車廂設計
這款列車的內部設計類似東涌綫西班牙製列車。列車的玻璃由不同廠商製造。窗口玻璃由法國聖戈班Sekurit製造，車門玻璃主要由澳洲DMS Glass製造，座椅兩側的屏風玻璃由南韓Samwon公司負責製造。
車卡連貫通道由瑞典Dellner Couplers AB提供，本型號列車的車廂與車廂之間的連貫通道較其他市區綫列車寛敞。而車廂的旁板為蜂窩夾層式玻璃纖維面板，由南韓HANKUK公司負責製造。

### 主要機器配置
列車的牽引系統為三菱電機製造的IGBT-VVVF。三菱電機同時為這款列車提供牽引電動機、輔助逆變器（SIV）及車管理系統（TMS）。德國Knorr-Bremse（克諾爾）則負責提供制動系統及空氣壓縮機。

### 其他
這款列車首次採用澳洲SIGMA(現稱Sigma Coachair)製造的RPR44MX1型空調機組，緊急逃生斜道由法國BARAT group提供。牽引電機由日本三菱電機提供。列車的廣播系統、車內揚聲器、列車緊急通話器皆由日本東亞特殊電機供應。列車採用的BSI車鈎由瑞典SAB-WABCO製造。

## 試用新設備

### 加裝閉路電視
所有將軍澳綫韓製列車已安裝車廂內閉路電視系統，由鷹達科技有限公司（Roctec）提供。

## 大事年表
- 2001年：Rotem開始生產將軍澳綫列車。
- 2002年3月7日：A301/A302於觀塘綫進行「影子測試」（英語：Shadow Running Test）。[6]
- 2002年4月26日晚上：A301/A302於觀塘綫正式投入載客服務。[7][8]
- 2002年8月18日：將軍澳綫通車，當日其中一抽本類型列車接載主禮嘉賓至寶琳站。
- 2009年5月起：逢星期日有2抽調往將軍澳綫試行北角至寶琳路段。
- 2010年3月起：逢星期日有列車開始調往將軍澳綫試行康城穿梭列車。
- 2010年4月3日：觀塘綫9抽韓製列車調往將軍澳綫行走北角至寶琳路段。相同數目市區綫現代化列車調至觀塘綫。
- 2010年4月8日：其餘觀塘綫4抽韓製列車調往將軍澳綫。將軍澳綫其餘的6抽市區綫現代化列車調至觀塘綫。觀塘綫全數回復使用市區綫現代化列車，直至市區綫中國製列車於2011年12月7日投入服務為止。而所有韓製列車改為服務將軍澳綫。
- 2015年：韓製列車到港島綫西延試車。
- 2018年10月25日，一列A315/A316擔任寶琳往北角的首班列車時發生故障，將軍澳線寶琳至將軍澳服務一度暫停。[9]
- 2019年1月30日，晚上約10時半，一輛列車在抵達北角站後，車長按程序在將列車駛往側線調頭前，檢查乘客是否已離開車廂。其間發現一名乘客仍逗留車廂內，於是進行廣播，惟廣播內容未有依照港鐵指引。如情況屬實，港鐵將訓示車長，要求其日後按指引進行廣播。[10]
- 2019年9月4日，過百名示威者晚上十一時左右，於寶琳站聚集及大肆破壞車站設施，要求交代封站原因，期間一名休班站長登上一列往北角方向列車(A325/A326)，遭示威者圍堵並受到襲擊受傷，事後寶琳站提早關閉。
- 2022年12月5日，港鐵將軍澳線有列車（港鐵市區線韓製列車）編組(A309/A310) 其中兩卡的接駁位機件出現故障，列車啟動安全防護裝置，列車服務一度暫停，1500名乘客從漆黑的路軌疏散。立法會鐵路事宜小組委員會副主席張欣宇指，港鐵用較中性字眼去形容今次事故，但他推斷是兩卡車之間出現鬆脫，用「甩卡」形容較為合適。港鐵代表在記者會上被問及事故是否因「甩卡」導致，港鐵回應指列車已返回機廠深入調查接駁裝置，並沒有正面回應。因本次事故，來往調景嶺站至寶琳站及康城站服務暫停約四小時，中午後恢復服務。兩名女乘客包括一名孕婦，報稱不適要送院。

## 問題

### 車門及門膠
本列車於投入服務初期與機場鐵路列車一樣，車門關上速度比較快，車門合上後隨即向內推，而非現時的關上一半、等待一兩秒之後再合上之後再內推。因此，車門夾到乘客的情況時有出現。地鐵公司更換了新的車門軟件及控制晶片，更換後車門關閉比以前慢得多，而東涌綫韓製列車則於投入服務時已經採用了新的車門控制組件。由於車門控制方式存儲於晶片當中，不能夠隨意更改，故導致現時亦只能夠以非常慢的速度關門。港鐵公司其後購入的中國製列車已經改回採用傳統的外置滑動式車門。

## 圖片庫

### 觀塘綫

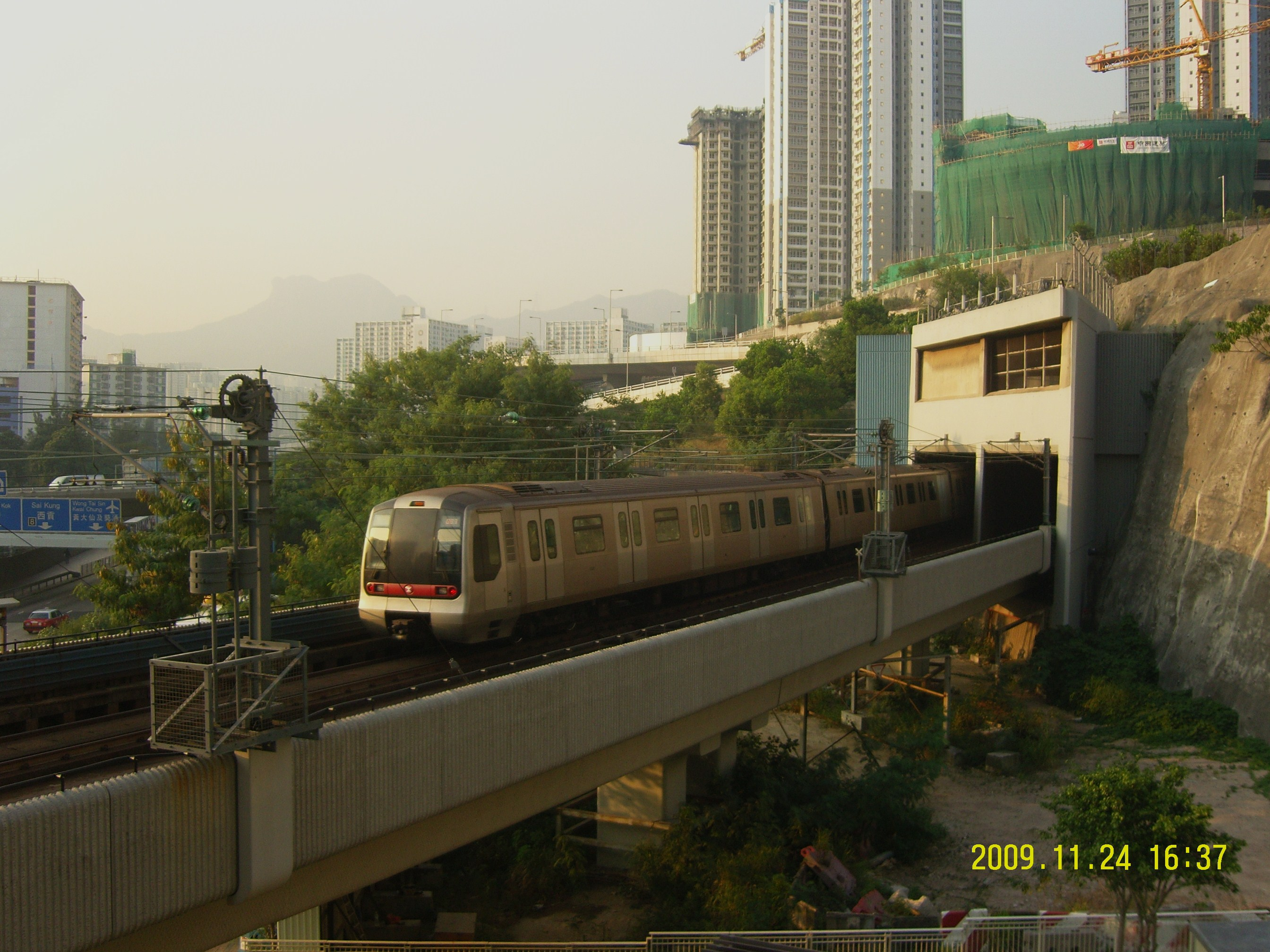
韓製列車曾於2002－2010年間行走觀塘綫
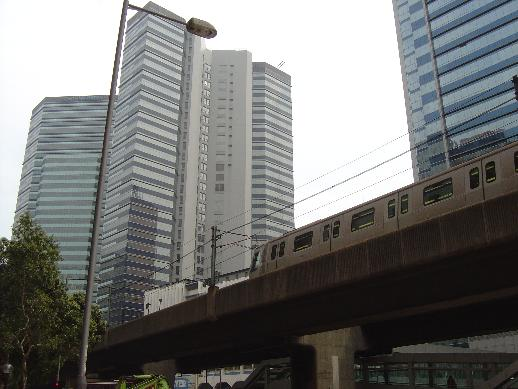
韓製列車停在攝於牛頭角站（2007年11月）

### 將軍澳綫

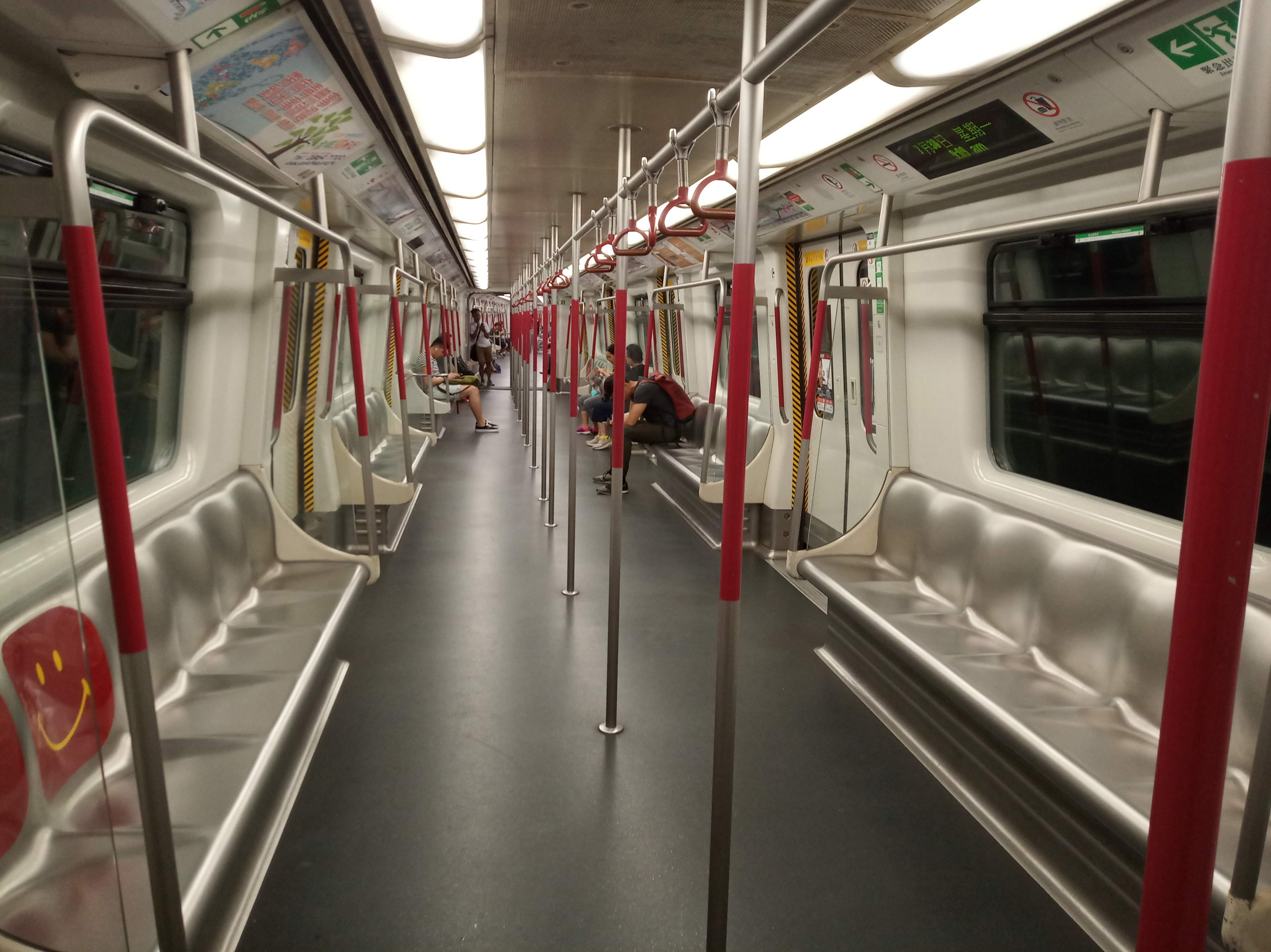
韓製列車內部
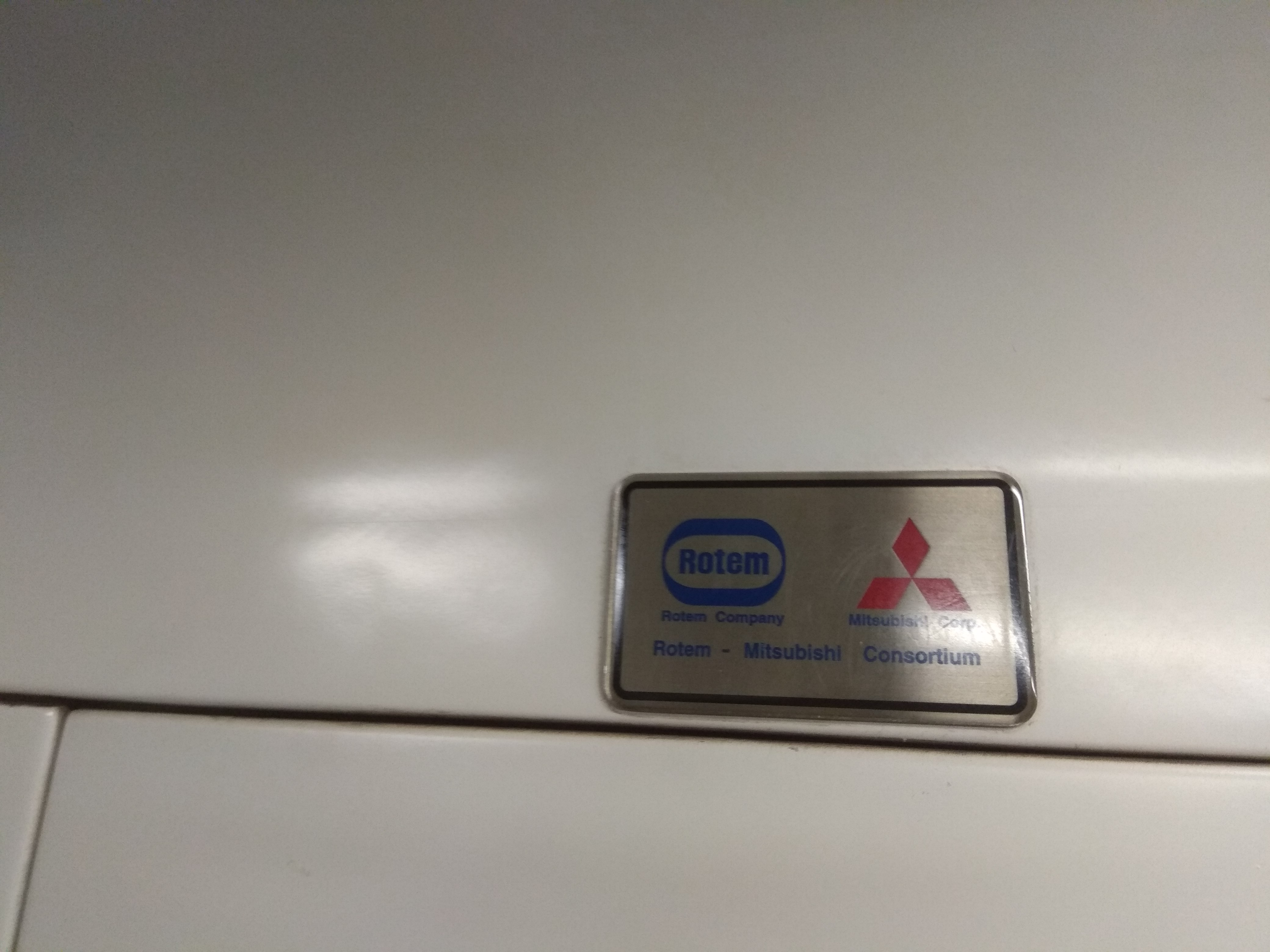
C310車廂內的水牌
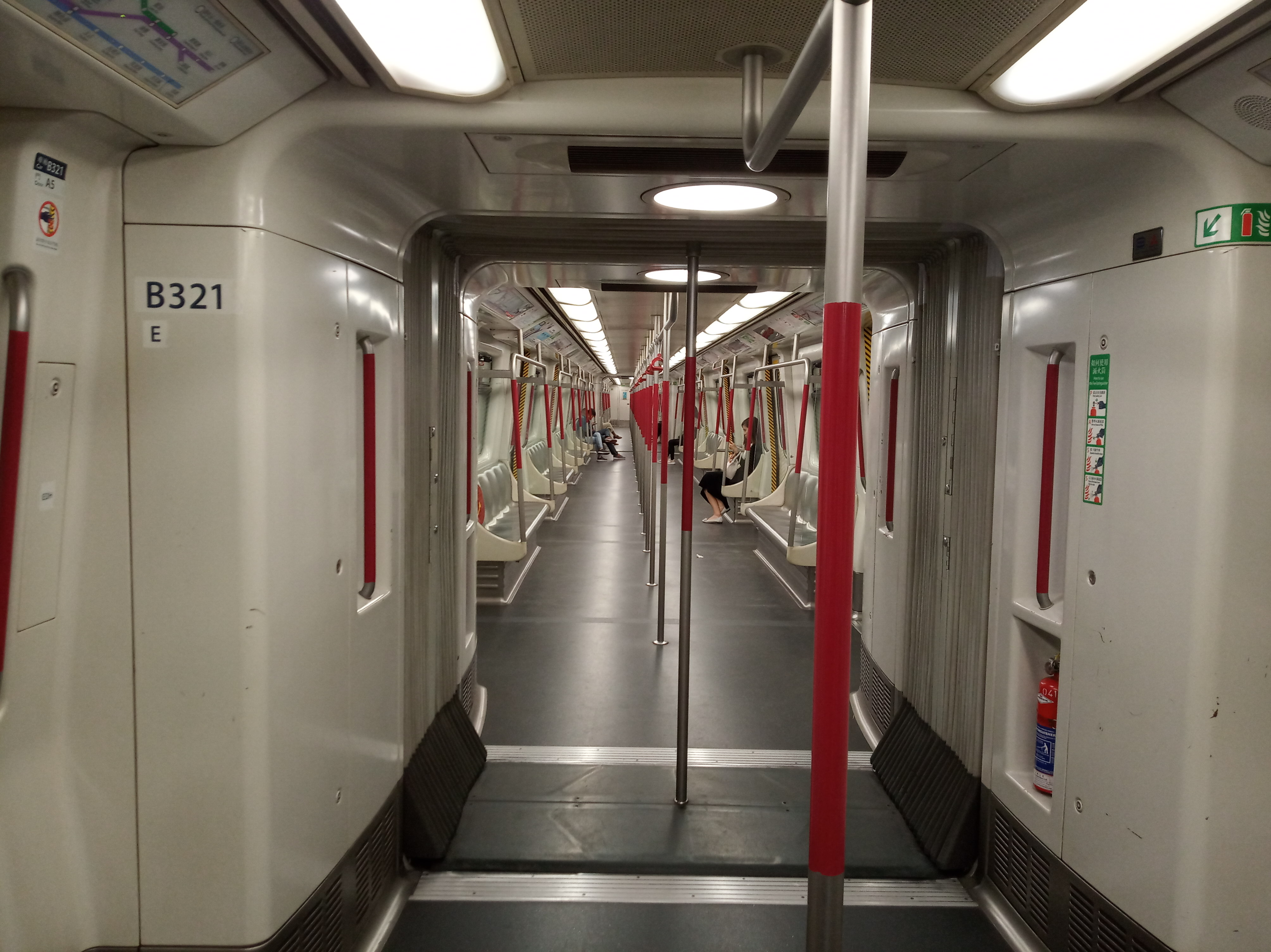
車廂與車廂之間的連貫通道較其他市區綫列車為寛敞

## 未來發展
為節省電源，港鐵已於2013年或之前，為前地鐵路線（不包括迪士尼綫）共136列列車，更換至採用發光二極體（LED）照明。
未來會逐步提升現時所有將軍澳綫的Rotem列車的車廂設備，包括更換乘客資訊系統（如增設港鐵車廂電視）、增設動態路線圖、第2至7卡的大型多用途空間、更換橄攬型扶手、安裝煙霧感應器、空氣淨化機、車輪環、減噪音液體瓶及視野鏡頭。

## 外部連結
- MTR之今昔 （页面存档备份，存于）
- 香港鐵路大典上的相关条目：港鐵韓製列車